# Grandaços
Grandaços ist ein Dorf im Süden Portugals, in der Region Baixo Alentejo. Das Dorf hat ungefähr 200 Einwohner und gehört zur Gemeinde (Freguesia) und Kreis (Concelho) von Ourique im Distrikt Beja.

## Geografie
Grandaços liegt zwischen der östlich gelegenen Kleinstadt Castro Verde und dem westlich gelegenen Ourique.

## Wirtschaft
2017 erlangte Grandaços Bekanntheit, als das portugiesische Unternehmen Prosolia dort die Solaranlage Centro Solar Fotovoltaica Ourikal mit einer Leistung von 46 MW installierte. Die Anlage umfasste eine Investition von etwa 35 Mio. Euro und gilt als erste ohne öffentliche Zuschüsse finanzierte Solar-Großanlage in Europa.

## Sehenswürdigkeiten
Einige Sakralbauten sind im Ort zu sehen, insbesondere die Dorfkirche und eine denkmalgeschützte Gebetsnische am Ortseingang.

## Verkehr
Grandaços liegt an der IP2 (hier auch Europastraße 802), ungefähr anderthalb Kilometer westlich der Autoestrada A2 (Abfahrt Nr. 12, Castro Verde).
Der nächste Eisenbahnzugang besteht im etwa 20 km westlich gelegenen Garvão, wo die Bahnstrecke Linha do Sul passiert. Bis zur Einstellung des Abschnitts im Jahr 2012 lag mit dem etwa 10 km nördlich gelegenen Bahnhof von Ourique zudem ein Halt der Bahnstrecke Linha do Alentejo.